# Kathrin Haacker
Kathrin Haacker (* 3. April 1967 in Wismar) ist eine ehemalige  Ruderin aus der Deutschen Demokratischen Republik. 1988 gelang ihr im Achter der Olympiasieg, für den sie mit dem Vaterländischen Verdienstorden in Gold ausgezeichnet wurde.
Kathrin Haacker vom SC Dynamo Berlin war im Jugendbereich noch Skullerin, sie gewann 1985 bei der Spartakiade im Doppelvierer. 1986 wechselte sie zu den Riemenbooten und wurde auf Anhieb DDR-Meisterin im Achter. Zur Weltmeisterschaft nach Nottingham fuhr sie aber nicht als Ruderin im Achter, sondern als Zweier ohne zusammen mit Martina Walther, die beiden gewannen die Bronzemedaille. 1987 in Kopenhagen saß Ute Wild mit ihr im Zweier, die beiden ruderten auf den zweiten Platz hinter den Rumäninnen Rodica Arba und Olga Homeghi. 1988 stiegen beide in den DDR-Achter um, bei den Olympischen Spielen 1988 in Seoul siegte der von Daniela Neunast gesteuerte Achter in der Besetzung Annegret Strauch, Judith Zeidler, Kathrin Haacker, Ute Wild, Anja Kluge, Ramona Balthasar, Beatrix Schröer und Ute Stange vor den Booten aus Rumänien und China.
1989 kehrte Haacker in den Zweier zurück und siegte mit Judith Zeidler bei der Weltmeisterschaft in Bled. 1990 hieß der SC Dynamo Berlin nur noch SC Berlin. Beim letzten Auftritt der Rudernationalmannschaft bei der Weltmeisterschaft auf dem Lake Barrington in Tasmanien ruderten Haacker und Zeidler zusammen mit Antje Frank und Jeannette Barth in einem rein Berliner Vierer ohne Steuerfrau auf den dritten Platz. 1991 nahm Kathrin Haacker für das wiedervereinigte Deutschland an der Weltmeisterschaft in Wien teil. Der Vierer war gesamtdeutsch zusammengesetzt, mit den beiden Ostberlinerinnen Haacker und Zeidler ruderten Cerstin Petersmann aus Dortmund und Gabriele Mehl aus Essen; gemeinsam gewannen sie die Bronzemedaille.
Dafür wurde sie am 23. Juni 1993 mit dem Silbernen Lorbeerblatt ausgezeichnet.
Ebenfalls Bronze gewann Kathrin Haacker bei den Olympischen Spielen 1992 in Barcelona und bei der Weltmeisterschaft 1993 in Roudnice als Ruderin im deutschen Achter. 1994 wurde Kathrin Haacker zum Abschluss ihrer Karriere in Indianapolis Weltmeisterin mit dem Achter.